# Helmut Sembdner
Helmut Sembdner (* 27. Januar 1914 in Posen; † 25. Juni 1997 in Öschelbronn bei Pforzheim) war ein deutscher Herausgeber, Literaturwissenschaftler und Lehrer, der als ein bedeutender Heinrich-von-Kleist-Forscher gilt. Er ist Namensgeber des Kleist-Archivs Sembdner in Heilbronn, das aus seiner Sammlung aufgebaut wurde.

## Leben
Helmut Sembdner besuchte von 1920 bis 1928 in Berlin das Luisengymnasium Berlin sowie von 1928 bis 1933 in Stuttgart die Freie Waldorfschule Stuttgart, die er 1933 mit dem Abitur verließ. Von 1933 bis 1939 studierte er Germanistik, Geschichte, Philosophie, Theaterwissenschaften sowie Zeitungswissenschaften an der Universität Berlin. Zu dieser Zeit begann seine Beschäftigung mit Kleist. Er schloss sein Studium mit der Promotion in Germanistik und Zeitungswissenschaften ab.
Von 1939 bis 1945 war er als Soldat in verschiedenen Ländern stationiert, so in Polen, den Niederlanden und Italien. 1944 heiratete er die Photographenmeisterin Johanna von Kamptz († 1996). Aus der Ehe ging ein 1947 geborener Sohn hervor.
1945 bis 1950 war er Lehrer an einer Volkshochschule, um danach von 1950 bis 1963 als ordentlicher Lehrer an der Waldorfschule in Stuttgart zu arbeiten. Gleichzeitig war er von 1951 bis 1963 Schriftleiter (Chefredakteur) der Zeitschrift Erziehungskunst des Bundes der Freien Waldorfschulen Deutschlands. 1964 bis 1977 war er Akademischer Rat und Oberrat an der Universität Stuttgart. 1984 wurde ihm durch das Land Baden-Württemberg als Würdigung für sein literaturwissenschaftliches Werk der Professorentitel verliehen.
Helmut Sembdner hat als Kleist-Forscher viel für die Erforschung von Leben und Werk von Heinrich von Kleist geleistet. Das in Heilbronn befindliche Archiv ist ein wichtiger Ort für fundierte Forschung zum Thema Kleist. Im Jahr 1991 verkaufte Sembdner seine Sammlung und bot die weniger wertvollen restlichen Stücke der Berliner Staatsbibliothek an, als diese abwinkte, erwarb diese die Stadt Heilbronn.

## Schriften (Auswahl)
Ein Verzeichnis von Helmut Sembdners Veröffentlichungen bis zu seinem Tod bietet: Peter Staengle: Helmut Sembdners Nachlaß im Kleist-Archiv Sembdner. Verzeichnis. Kleist-Archiv Sembdner, Heilbronn 2006, S. 109ff. (= Heilbronner Kleist-Repertorien. Bd. 2). Es weist „Editionen und selbständige Schriften“ (32 Nummern) und „Beiträge in Zeitungen, Zeitschriften und Sammelwerken“ (45 Nummern) nach.
- Die Berliner Abendblätter Heinrich von Kleists, ihre Quellen und ihre Redaktion. Weidmann, Berlin 1939 (Reprint: Kleist-Archiv Sembdner, Heilbronn 2011, ISBN 978-3-940494-41-2)
- Kleist in der Dichtung. Insel Verlag, Frankfurt am Main 1977 (Nachwort und herausgegeben von Helmut Sembdner), Insel-Bücherei 984/2 - ISBN 3-458-08984-5 (2. Auflage 1985)
- Heinrich von Kleists Lebensspuren. 1957. - 7., erw. Aufl. 1996
- Heinrich von Kleist: Über das Marionettentheater. Aufsätze u. Anekdoten. Mit Zeichnungen von Oskar Schlemmer. Insel Verlag, Frankfurt am Main 1980 (Textrevision und -zusammenstellung von Helmut Sembdner), IB 481/1B - ISBN 3-458-08481-9 (9. Auflage 1995)
- Heinrich von Kleist: Sämtliche Werke und Briefe. Hrsg. v. Helmut Sembdner. München 1952. (und weitere Revisionen und Erweiterungen bis zur 9. Auflage 1993)
- Kleist-Bibliographie 1803–1862. 1966.
- In Sachen Kleist. Beiträge zur Forschung von Helmut Sembdner. Carl Hanser, München 1974, ISBN 3-446-11844-6 (3., verm. Aufl. 1994 - Reprint: Kleist-Archiv Sembdner, Heilbronn 2014, ISBN 978-3-940494-66-5)
- Das Detmolder „Käthchen von Heilbronn“. Eine unbekannte Bühnenfassung Heinrich von Kleists. Winter, Heidelberg 1981, ISBN 3-533-02954-9 (Herausgegeben von Helmut Sembdner)
- Kleists Detmolder „Käthchen“. Vom Fund eines bedeutsamen Bühnenmanuskripts. Erweiterte Druckfassung des Vortrages anlässlich der Ausstellung Neue Bücher 1981 am 22. November 1981 in der Stadtbücherei Heilbronn. Stadtverwaltung Heilbronn, Heilbronn 1982 (Herausgegeben von Helmut Sembdner)
- Heinrich v. Kleists Nachruhm. Eine Wirkungsgeschichte in Dokumenten. 1984
- Assessor Hitzig, Kriegsrat Peguilhen und Heinrich von Kleist. Eine Berliner Episode. Mit dem Faksimile des Briefes von Kleist an Hitzig vom 2. Oktober 1810. Stadtverwaltung Heilbronn, Heilbronn 1994 (Herausgegeben von Helmut Sembdner)
- Nachricht von einer nützlichen Edition. Ein Vortrag über Heinrich von Kleists „Lebensspuren“ am 18. Oktober 1994 in der Stadtbücherei Heilbronn. Stadtverwaltung Heilbronn, Heilbronn 1995 (Herausgegeben von Helmut Sembdner)